# 스가나촌
스가나촌(菅名村)은 니가타현 나카칸바라군에 있던 촌이다. 1955년 3월 31일 스가나촌을 분할, 스가나촌의 일부 및 무라마쓰정, 가와치촌, 오칸바라촌, 주젠촌 등 4개 정·촌이 합병하여 무라마쓰정이 신설되고, 나머지 일부는 고센시에 편입합병되고 폐지되었다.

## 역사
- 1889년 4월 1일 - 정촌제 시행에 수반해 나카칸바라군 오칸바라촌이 성립하였다.
- 1955년 3월 31일 - 촌을 2개로 분립해 3개 오아자는  나카칸바라군 무라마쓰정, 가와치촌, 주젠촌과 합병해 무라마쓰정이 신설되고, 나머지 일부는 고센시에 편입합병되고 소멸하였다.

## 참고 문헌
- 『市町村名変遷辞典』東京堂出版、1990年。